# Marienkirche (Posen)

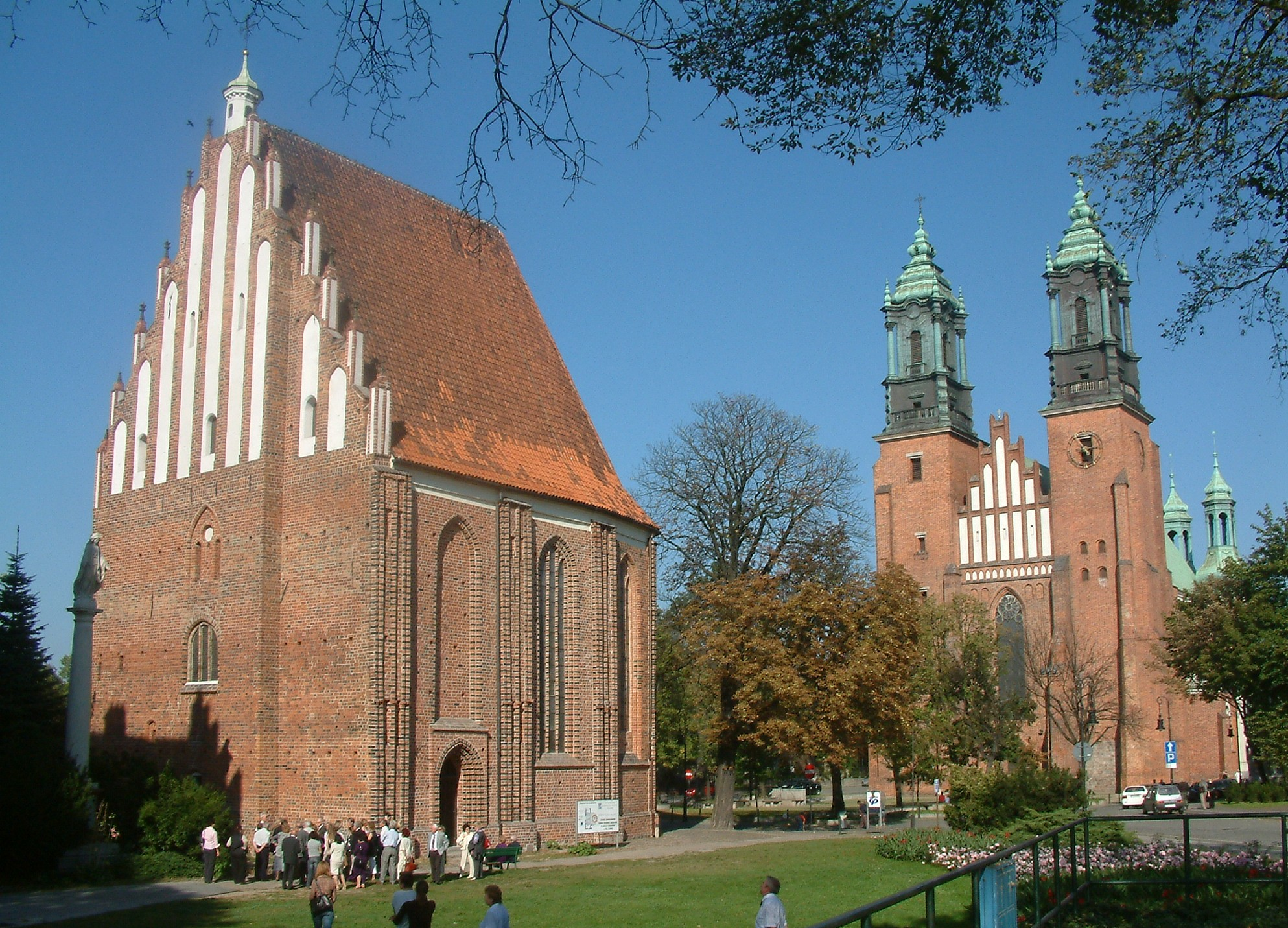
Marienkirche in Posen, im Hintergrund der Posener Dom

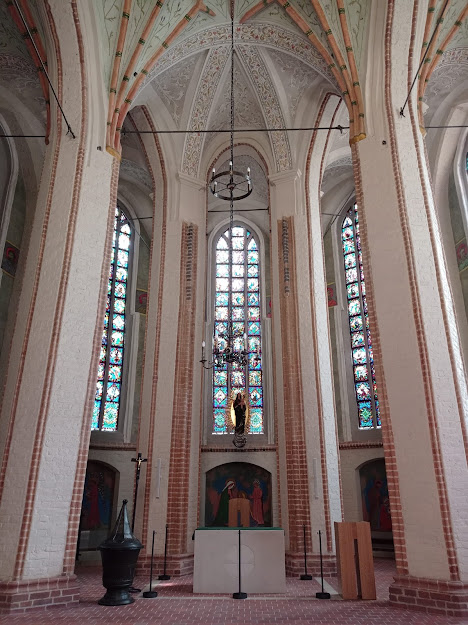
Innenansicht

Die römisch-katholische Kirche der Heiligsten Jungfrau Maria (polnisch Kościół Najświętszej Marii Panny), kurz: Marienkirche, teils mit dem früheren Zusatz in summo (auf der Höhe), in Posen (Poznań) ist eine Kirche der Backsteingotik auf der dortigen Dominsel (Ostrów Tumski) mit den Überresten des ehemaligen Palatium der Piasten.

## Geschichte der Kirche
Unter dem Chor der heutigen Kirche wurden nach Forschungsergebnissen wahrscheinlich die Fundamente einer Rotunde gefunden, die als Kapelle diente; sicher ist jedoch die Existenz der Reste eines Palastes, der Mieszko I. zugeschrieben wird.
Obwohl die Kirche unter ihrem heutigen Namen zum ersten Mal 1247 urkundlich erwähnt wird, wurde sie in ihrer heutigen Form in den Jahren 1430 bis 1447 erbaut (einige Quellen verschieben diese Daten um ein Jahr) und am 2. Juli 1448 von Bischof Andrzej von Bnin geweiht. Von diesem Tag an bis zum 1. März 1805 diente sie als Stiftskirche; ihr Kapitel bestand aus einer Prälatur und fünf Kanonikern, und die nachfolgenden Bischöfe fügten weitere Ämter hinzu.
Die Kirche wurde im Laufe ihrer Geschichte mehrfach wiederhergestellt, und zu Beginn des 19. Jahrhunderts war sie in einem derart schlechten Zustand, dass ihr Abriss geplant war; dies wurde jedoch durch eine umfassende Restaurierung des Gebäudes in den Jahren 1859–1862 verhindert.
Während des Zweiten Weltkriegs wurde die Kirche als Museumsdepot genutzt. In den Jahren 1954–1956 wurde das Innere unter der Leitung von Wacław Taranczewski rekonstruiert. Er entwarf Glasmalereien und ein Altarbild im gotischen Stil in Form eines Flügelaltars (Polyptychon). Im Jahr 1976 wurde dann eine Reparatur der Fassade mit teilweiser Erneuerung und Ergänzung der Fassade, des Gesimses in den Lisenen und der Fialen des Giebels durchgeführt.
Im Jahr 1988 wurde die Kirche geschlossen und es wurden Bauarbeiten zur Verstärkung der Pfeiler durchgeführt, um die Standfestigkeit des Bauwerks zu verbessern. Unter der Leitung von Hanna Kóčka-Krenz wurden auch archäologische Untersuchungen rund um die Kirche durchgeführt. Zwischen 2017 und 2021 wurde in Zusammenarbeit mit der Erzdiözese Poznań, der Stadt Poznań und dem Archäologischen Museum eine umfassende Renovierung und Konservierung der Kirche durchgeführt. Eine Ausstellung des Palastes von Mieszko I. und der Kapelle von Dobrawa wurde ebenfalls gezeigt. Die Kirche wurde am 14. April 2021, dem Nationalfeiertag der Christianisierung Polens, wieder ihrer sakralen Bestimmung übergeben. An diesem Tag weihte der Bischof von Poznań Stanisław Gądecki den Altar in der Kirche ein.

## Beschreibung

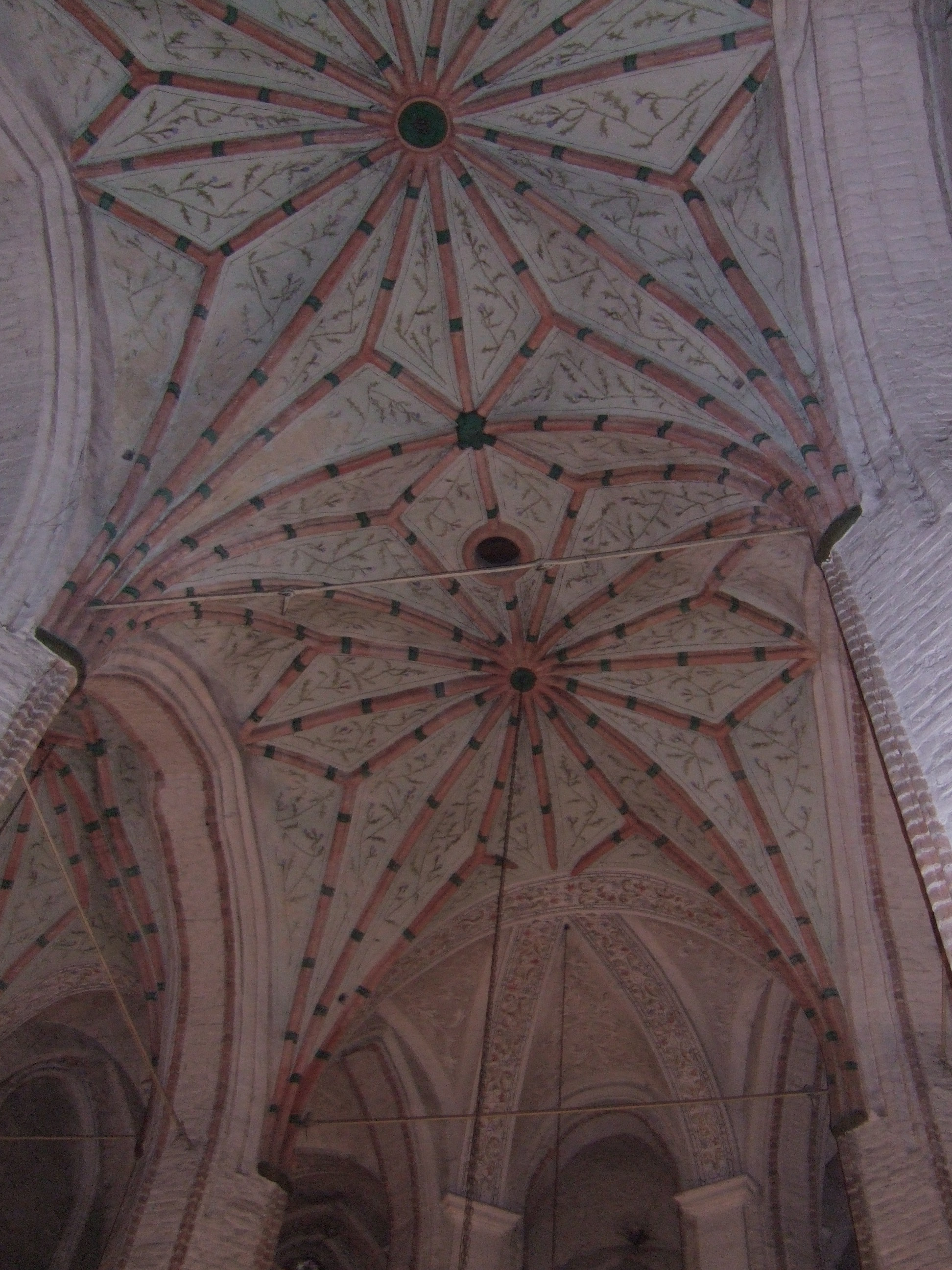
Sterngewölbe im Kirchenschiff

Die heutige Kirche wurde in mehreren Bauabschnitten gebaut. Das Kirchenschiff wurde (wahrscheinlich kürzer als ursprünglich geplant) in der ersten Hälfte des 15. Jahrhunderts aus Mitteln des Posener Domkapitels gebaut. Die Arbeiten wurden von Hanusz Prus aus Posen geleitet, der die Schule von Hinrich Brunsberg fortsetzte, während Jan Lorek aus Kościan den Westgiebel und Mikołaj aus Posen zusammen mit seinem Sohn die Gewölbe erbaute.
Das gesamte Gebäude besteht aus rotem Backstein, wobei auch glasierte Ziegel verwendet wurden. Der Giebel ist mit weiß verputzten Blenden gegliedert und mit einem kleinen Dachreiter und Fialen mit Kreuzblumen gekrönt. Die Strebepfeiler sind ins Innere des Bauwerks gezogen und werden außen durch Lisenen hervorgehoben. Dazwischen befinden sich große spitzbogige Fenster, die auf der Nordseite vermauert sind.
Das hallenartige Bauwerk ist in drei Schiffe unterteilt, die mit einem Sterngewölbe aus dem 15. Jahrhundert und einem fünfeckigen geschlossenen Chor und einem Umgang mit Gewölbe aus dem Jahr 1727 geschlossen sind. Das Innere ist mit polychromen Gemälden von Wacław Taranczewski aus den Jahren 1954–1955 ausgestattet. Er fertigte auch ein Polyptychon nach dem Vorbild des gotischen Polyptychons an und entwarf ein Jahr später die Glasmalereien.
Vor der Kirche befindet sich eine Säule mit einer Statue der Unbefleckten Jungfrau Maria aus dem Jahr 1886.